# Mistrzostwa Świata w Kolarstwie Torowym 1994
91. Mistrzostwa Świata w Kolarstwie Torowym odbyły się we włoskim Palermo w sierpniu 1994 roku. W programie mistrzostw znalazły się trzy konkurencje dla kobiet: sprint, wyścig na dochodzenie oraz wyścig punktowy i osiem konkurencji dla mężczyzn: sprint, wyścig na dochodzenie, wyścig punktowy, wyścig ze startu zatrzymanego, wyścig na 1 km, wyścig drużynowy na dochodzenie, wyścig tandemów i keirin. Wyścig ze startu zatrzymanego i tandemy mężczyzn rozegrano po raz ostatni.

## Medaliści

### Kobiety
| Konkurencja                         | Złoto             | Srebro                 | Brąz               |
| ----------------------------------- | ----------------- | ---------------------- | ------------------ |
| 3000 m indywidualnie na dochodzenie | Marion Clignet    | Swietłana Samochwałowa | Janie Eickhoff     |
| sprint indywidualny                 | Galina Jeniuchina | Félicia Ballanger      | Oksana Griszyna    |
| wyścig punktowy                     | Ingrid Haringa    | Swietłana Samochwałowa | Ludmiła Harażanska |

### Mężczyźni
| Konkurencja                              | Złoto                                                             | Srebro                                                                               | Brąz                                                                        |
| ---------------------------------------- | ----------------------------------------------------------------- | ------------------------------------------------------------------------------------ | --------------------------------------------------------------------------- |
| wyścig punktowy                          | Bruno Risi                                                        | Jan Bo Petersen                                                                      | Franz Stocher                                                               |
| wyścig ze startu zatrzymanego zawodowców | Carsten Podlesch                                                  | Roland Königshofer                                                                   | Alessandro Tessin                                                           |
| indywidualnie na dochodzenie             | Chris Boardman                                                    | Francis Moreau                                                                       | Jens Lehmann                                                                |
| keirin                                   | Marty Nothstein                                                   | Michael Hübner                                                                       | Federico Paris                                                              |
| 1 km ze startu zatrzymanego              | Florian Rousseau                                                  | Erin Hartwell                                                                        | Shane Kelly                                                                 |
| drużynowo na dochodzenie                 | Niemcy · Andreas Bach · Guido Fulst · Jens Lehmann · Danilo Hondo | Stany Zjednoczone · Mariano Friedick · Dirk Copeland · Carl Sundquist · Adam Laurent | Australia · Brett Aitken · Stuart O’Grady · Rodney McGee · Tim O’Shannessey |
| tandemy                                  | Francja · Fabrice Colas · Frédéric Magné                          | Niemcy · Emanuel Raasch · Jens Glücklich                                             | Włochy · Federico Paris · Roberto Chiappa                                   |
| sprint indywidualny                      | Marty Nothstein                                                   | Darryn Hill                                                                          | Michael Hübner                                                              |

## Klasyfikacja medalowa
| Miejsce | Państwo           |   |   |   | Razem |
| ------- | ----------------- | - | - | - | ----- |
| 1.      | Francja           | 3 | 2 | 0 | 5     |
| 2.      | Niemcy            | 2 | 2 | 2 | 6     |
| 3.      | Stany Zjednoczone | 2 | 2 | 1 | 5     |
| 4.      | Rosja             | 1 | 2 | 1 | 4     |
| 5.      | Holandia          | 1 | 0 | 0 | 1     |
|         | Szwajcaria        | 1 | 0 | 0 | 1     |
|         | Wielka Brytania   | 1 | 0 | 0 | 1     |
| 8.      | Australia         | 0 | 1 | 2 | 3     |
| 9.      | Austria           | 0 | 1 | 1 | 2     |
| 10.     | Dania             | 0 | 1 | 0 | 1     |
| 11.     | Włochy            | 0 | 0 | 3 | 3     |
| 12.     | Białoruś          | 0 | 0 | 1 | 1     |